# NGC 6630
NGC 6630 este o interacțiune de galaxii situată în constelația Păunul. A fost descoperită în 8 iunie 1836 de către John Herschel.